# Överste Sponsz
 Överste Sponsz är en seriefigur som förekommer i Tintin. Första gången han dyker upp är i Det hemliga vapnet och han återkommer sedan i Tintin hos gerillan. Överste Sponsz är polischef i Bordurien och han är förtjust i att bära uniform. Han bär också oftast en monokel. I Bordurien är han en mycket betydelsefull person, så betydelsefull att folk vänder sig om när de får se honom för att han är så högt uppsatt. Överste Sponz är en tydlig karikatyr och schablonfigur av en hög nazitysk SS-officer med monokel och stubbat hår.
Hergé använde sin yngre bror som förebild till Tintin. Brodern blev äldre och blev också militär och Hergé bestämde sig för att rita av honom igen med hans nya utseende. Resultatet blev Överste Sponsz. Tintin ser alltså ut som Överste Sponsz när han blir äldre.